# Транспорт Нідерландів
Транспорт Нідерландів представлений автомобільним , залізничним , повітряним , водним (морським, річковим)  і трубопровідним , у населених пунктах  та у міжміському сполученні діє громадський транспорт пасажирських перевезень. Площа країни дорівнює 41 543 км² (135-те місце у світі). Форма території країни — складна, трохи видовжена в меридіональному напрямку; максимальна дистанція з півночі на південь — 315 км, зі сходу на захід — 270 км. Географічне положення Нідерландів дозволяє країні контролювати сухопутні, річкові та повітряні транспортні шляхи між країнами Західної Європи (країнами Бенілюксу, Німеччини, Франції та Великої Британії); вихід до вод Північного моря річкових систем Рейну і Маасу.

## Автомобільний
Загальна довжина автошляхів у Нідерландах, станом на 2014 рік, дорівнює 138 641 км із твердим покриттям (3 530 км швидкісних автомагістралей) (36-те місце у світі).

## Залізничний
Загальна довжина залізничних колій країни, станом на 2014 рік, становила 3 223 км (56-те місце у світі), з яких 3 223 км стандартної 1435-мм колії (2 321 км електрифіковано).

## Повітряний
У країні, станом на 2013 рік, діє 29 аеропортів (120-те місце у світі), з них 23 із твердим покриттям злітно-посадкових смуг і 6 із ґрунтовим. Аеропорти країни за довжиною злітно-посадкових смуг розподіляються наступним чином (у дужках окремо кількість без твердого покриття):
- довші за 10 тис. футів (>3047 м) — 3 (0);
- від 10 тис. до 8 тис. футів (3047-2438 м) — 11 (0);
- від 8 тис. до 5 тис. футів (2437—1524 м) — 1 (0);
- від 5 тис. до 3 тис. футів (1523—914 м) — 6 (4);
- коротші за 3 тис. футів (<914 м) — 2 (2)[1].

У країні, станом на 2015 рік, зареєстровано 8 авіапідприємств, які оперують 244 повітряними суднами. За 2015 рік загальний пасажирообіг на внутрішніх і міжнародних рейсах становив 34,87 млн осіб. За 2015 рік повітряним транспортом було перевезено 5,29 млрд тонно-кілометрів вантажів (без врахування багажу пасажирів).
У країні, станом на 2013 рік, споруджено і діє 1 гелікоптерний майданчик.
Нідерланди є членом Міжнародної організації цивільної авіації (ICAO). Згідно зі статтею 20 Чиказької конвенції про міжнародну цивільну авіацію 1944 року, Міжнародна організація цивільної авіації для повітряних суден країни, станом на 2016 рік, закріпила реєстраційний префікс — PH, заснований на радіопозивних, виділених Міжнародним союзом електрозв'язку (ITU). Аеропорти Нідерландів мають літерний код ІКАО, що починається з — EH.

## Водний

### Морський
Головні морські порти країни: Еймейден, Влісінген. Річний вантажообіг контейнерних терміналів (дані за 2011 рік): Роттердам — 11,87 млн контейнерів (TEU). СПГ-термінали для імпорту скрапленого природного газу діють у портах: Роттердам.
Морський торговий флот країни, станом на 2010 рік, складався з 744 морських суден з тоннажем більшим за 1 тис. реєстрових тонн (GRT) кожне (15-те місце у світі), з яких: балкерів — 4, суховантажів — 514, інших вантажних суден — 15, танкерів для хімічної продукції — 56, контейнеровозів — 67, газовозів — 21, пасажирських суден — 17, вантажно-пасажирських суден — 14, нафтових танкерів — 4, рефрижераторів — 10, ролкерів — 19, спеціалізованих танкерів — 3.
Станом на 2010 рік, кількість морських торгових суден, що ходять під прапором країни, але є власністю інших держав — 196 (Австралії — 1, Бермудських Островів — 1, Данії — 27, Фінляндії — 13, Франції — 2, Німеччини — 86, Ірландії — 8, Італії — 6, Японії — 1, Норвегії — 19, Швеції — 12, Об'єднаних Арабських Еміратів — 4, Сполучених Штатів Америки — 16); зареєстровані під прапорами інших країн — 233 (Антигуа і Барбуди — 17, Багамських Островів — 23, Белізу — 1, Канади — 1, Кюрасао — 43, Кіпру — 23, Німеччини — 1, Гібралтару — 34, Італії — 2, Ліберії — 31, Люксембургу — 3, Мальти — 3, Маршаллових Островів — 21, Панами — 6, Парагваю — 1, Філіппінам — 17, Російської Федерації — 2, Сент-Вінсенту і Гренадин — 1, Сінгапуру — 1, Великої Британії — 1, невстановленої приналежності — 1).

### Річковий
Загальна довжина судноплавних ділянок річок і водних шляхів доступних для суден з дедвейтом до 50 тонн 2012 року становила 6 237 км (21-ше місце у світі).
Головні річкові порти країни: Амстердам на каналі, Мордек на Холландс-Діпі; Роттердам на Рейні, Тернезен на Західній Шельді.

## Трубопровідний
Загальна довжина газогонів у Нідерландах, станом на 2013 рік, становила 8 591 км; нафтогонів — 578 км; продуктогонів — 716 км.

## Державне управління
Держава здійснює управління транспортною інфраструктурою країни через міністерство інфраструктури та навколишнього середовища. Станом на 27 січня 2017 року міністерство в уряді Марка Рютте очолював Мелані Шульц ван Хаген-Маас Гістеранус.

### Українською
- Атлас. 10-11 клас. Економічна і соціальна географія світу / упорядники :  О. Я. Скуратович, Н. І. Чанцева. — К. : ДНВП «Картографія», 2010. — ISBN 978-966-475-639-3.
- Атлас світу / голов. ред. І. С. Руденко ; зав. ред. В. В. Радченко ; відп. ред. О. В. Вакуленко. — К. : ДНВП «Картографія», 2005. — 336 с. — ISBN 9666315467.
- Безуглий В. В. Економічна і соціальна географія зарубіжних країн : Навчальний посібник. — К. : ВЦ «Академія», 2007. — 704 с. — ISBN 978-966-580-239-6.
- Безуглий В. В., Козинець С. В. Регіональна економічна і соціальна географія світу : Навчальний посібник. — видання 2-ге, доп., перероб. — К. : ВЦ «Академія», 2007. — 688 с. — ISBN 966-580-144-9.
- Дахно І. І. Країни світу: Енциклопедичний довідник / І. І. Дахно, С. М. Тимофієв. — К. : Мапа, 2011. — 606 с. — (Бібліотека нового українця) — ISBN 978-966-8804-23-6.
- Дахно І. І. Економічна географія зарубіжних країн : навчальний посібник. — К. : Центр учбової літератури, 2014. — 319 с. — ISBN 978-611-01-0682-5.
- Дорошенко В. І. Географія транспорту : Навчальний посібник / В. І. Дорошенко, К. Д. Діденко. — К. : Київський нац. ун-т ім. Т. Шевченка, 2010. — 183 с. — ISBN 978-966-439-329-1.
- Дубович І. А. Країнознавчий словник-довідник. — 5-те вид., перероб. і доп. — К. : Знання, 2008. — 839 с. — ISBN 978-966-346-330-8.
- Економічна і соціальна географія країн світу : Навчальний посібник / За ред. С. П. Кузика. — Л. : Світ, 2002. — 672 с. — ISBN 966-603-178-7.
- Зарубіжна транспортна географія : навчальний посібник / уклад. : Петрашевський О. Л. и др. — К. : Національний транспортний університет, 2015. — 95 с. — ISBN 978-966-632-227-5.
- Юрківський В. М. Регіональна економічна і соціальна географія. Зарубіжні країни : Підручник. — К. : Либідь, 2001. — 416 с. — ISBN 966-06-0092-5.

### Англійською
- (англ.) Modern Transport Geography / Hoyle, B. and R. Knowles (eds). — Second Edition,. — London : Wiley, 1998.
- (англ.) Rodrigue, J-P. The Geography of Transport Systems. — Fourth Edition. — N. Y. : Routledge, 2017. — 440 с. — ISBN 978-1138669574.
- (англ.) Taaffe E. J., Gauthier H. L. and O'Kelly M. E. Geography of transportation. — Second Edition. — N. Y. : Prentice Hall, 1996. — ISBN 0-13-368572-1.
- (англ.) Black, W. Transportation: A Geographical Analysis. — N. Y. : Guilford, 2003.

### Російською
- (рос.) Максаковский В. П. Географическая картина мира. Книга I: Общая характеристика мира. — М. : Дрофа, 2008. — 495 с. — ISBN 978-5-358-05275-8.
- (рос.) Максаковский В. П. Географическая картина мира. Книга II: Региональная характеристика мира. — М. : Дрофа, 2009. — 480 с. — ISBN 978-5-358-06280-1.
- (рос.) Физико-географический атлас мира. — М. : Академия наук СССР и главное управление геодезии и картографии ГГК СССР, 1964. — 298 с.
- (рос.) Шаповал Н. С. Транспортная география и транспортные системы мира : учебное пособие. — К. : Центр учбової літератури, 2006. — 188 с. — ISBN 000-0000-00-4.
- (рос.) Экономическая, социальная и политическая география мира. Регионы и страны / под ред. С. Б. Лаврова, Н. В. Каледина. — М. : Гардарики, 2002. — 928 с. — ISBN 5-8297-0039-5.
- (рос.) Энциклопедия стран мира / глав. ред. Н. А. Симония. — М. : НПО «Экономика» РАН, отделение общественных наук, 2004. — 1319 с. — ISBN 5-282-02318-0.